# Cassia grandis
Cassia grandis är en ärtväxtart som beskrevs av Carl von Linné d.y.. Cassia grandis ingår i släktet Cassia och familjen ärtväxter. Inga underarter finns listade i Catalogue of Life.

## Bildgalleri

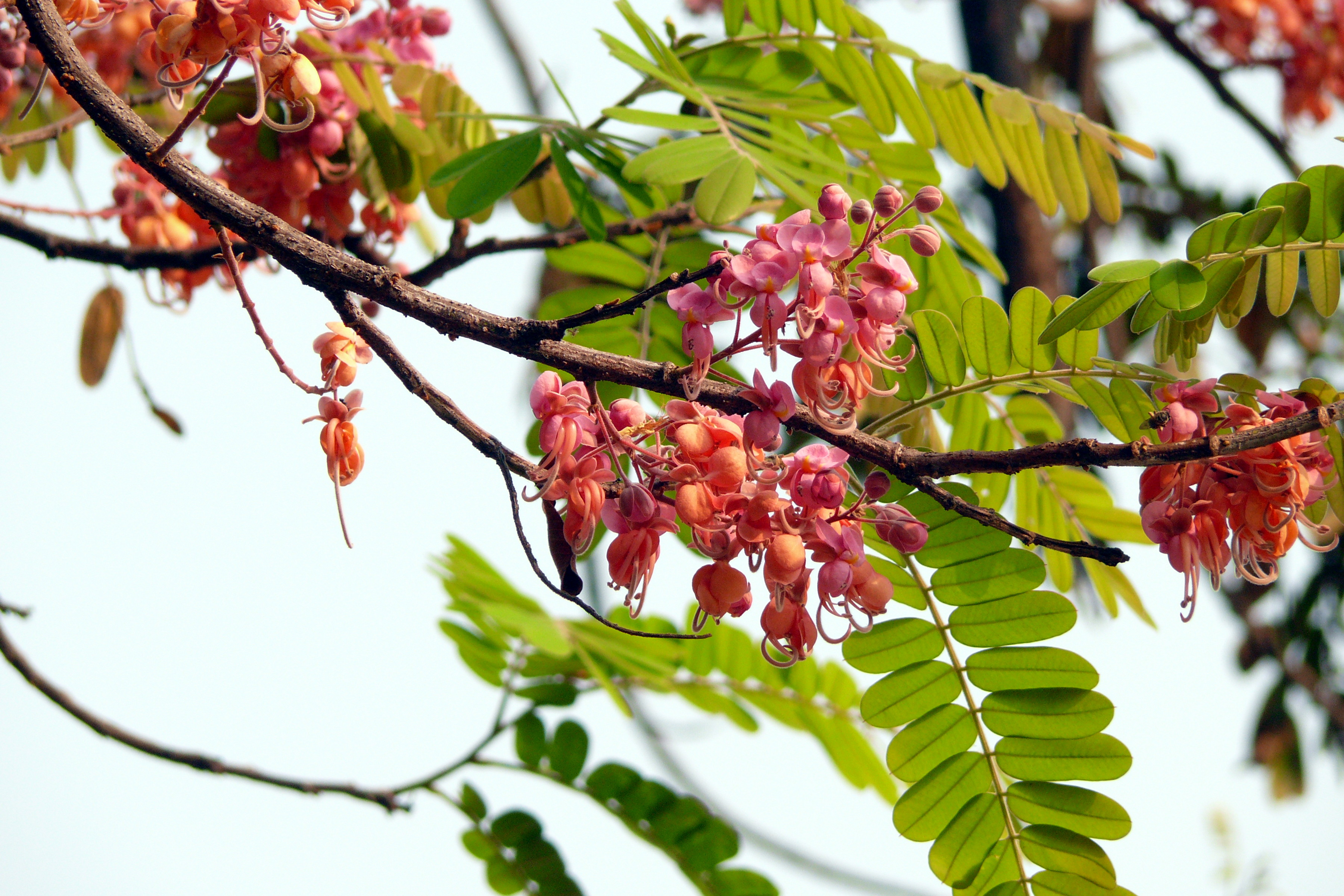
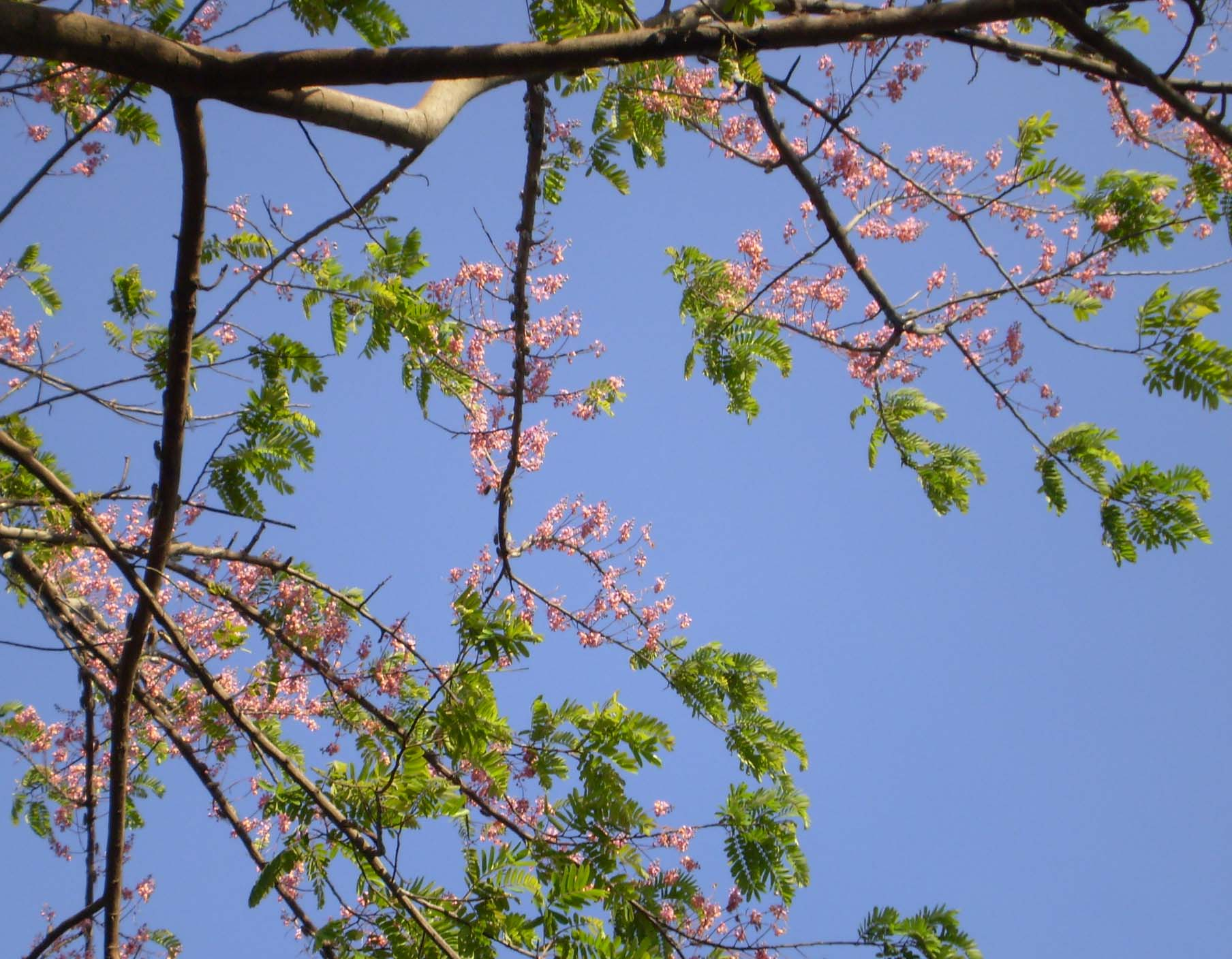